# 中津競馬場
中津競馬場（なかつけいばじょう）は、かつて大分県中津市大字大貞にあった地方競馬の競馬場。

## 沿革

### 年表
- 1924年（大正13年） - 大分県下毛郡大幡村（現在の中津市郊外）に新競馬場を開場。
- 1933年（昭和8年） - 競馬場を大幡村大貞に移転。
- 1938年（昭和13年） - 「軍馬資源保護法」により一時廃場。
- 1948年（昭和23年） - 競馬開催を再開。
- 1997年（平成9年） - 1月下旬の調教師試験で、18人中3人が不合格となり、更新が認められなかった。また、厩務員も十数人が更新を認められなかった。[1][2]
- 2001年（平成13年） - 中津競馬場廃場。

### 廃止およびその後
2001年（平成13年）、中津競馬場は21億円以上の累積赤字を理由に急遽閉鎖、廃止された（「#幻の開催日程」も参照）。
廃止の表明は、当時の中津市長であった鈴木一郎が2001年（平成13年）6月3日をもって廃止することを突然発表し、これにより職を失う約400名の調教師・騎手・厩務員などの労働者に対し「直接の雇用関係にない競馬関係者に補償金を支払う義務も責任もない」と補償をしないことを表明した事から、大きな騒動に発展したが、市議会も廃止を承認した。
以後、追随するように競馬開催を廃止する自治体が次々と現れ、結果的に中津競馬の廃止が平成期の自治体の公営競技整理の端緒となった。
折しも佐賀競馬場・荒尾競馬場との3場で、独自の競走格付け「九州グレード(KG)」を導入するなど相互の連携を強めていた矢先の出来事であった。また当時のリーディング上位常連騎手有馬澄男（園田へ移籍）、人気女性騎手の小田部雪（荒尾へ移籍）といった、一部の競走馬・関係者の移籍受け入れが行われるなど前述の2競馬場以外にも少なからず影響を及ぼした。
中津競馬場の跡地には公園の造成が計画されていたが、工費は中津競馬の累積赤字を遥かに上回る40億円規模とされていた。
結局、競馬場の跡地には大貞公園や中津市総合体育館（愛称・ダイハツ九州アリーナ）などが整備・建設された。

## コース概要
- ダート右回り 1周1000m・幅員20m〜25m
- 直線（4コーナーから決勝線まで） 195m
- 施行可能距離 760m,1180m,1300m,1620m,1760m,2180m,2300m
- 出走可能頭数（フルゲート） 10頭

## 発売する馬券の種類（廃止直前）
○…発売 ×…発売なし
| 単勝 | 複勝 | 枠番連複 | 枠番連単 | 馬番連複 | 馬番連単 | ワイド | 3連複 | 3連単 |
| ---- | ---- | -------- | -------- | -------- | -------- | ------ | ----- | ----- |
| ○    | ○    | ○        | ○        | ○        | ×        | ×      | ×     | ×     |

## 主な競走（廃止直前）
- 九州スプリントカップ（KG3）
- 九州サラブレッドグランプリ
- 中津ダービー
- 中津桜花賞
- 中津大賞典
- 中津記念
- アラブ優駿
- アラブ新春賞
- ガーネット特別（結果的に最後に行われた重賞競走となった）
- 卑弥呼杯（1997年から2000年まで開催された中央・地方所属の女性騎手達による招待競走）

## 所属騎手（廃止時）
- 秋山剛（→北海道）
- 有馬澄男（→兵庫） - 現・兵庫県競馬組合調教師
- 安東章（→佐賀）
- 石川浩文（→佐賀） - 現・佐賀競馬場調教師
- 尾林幸彦（→荒尾）
- 笠田敏勝（→荒尾）
- 小田部雪（→荒尾）、翌年に杉村一樹と結婚
- 櫻木英喜 - 廃止直後に引退、現・大井競馬場調教師
- 下田雅晴（→笠松）
- 杉村一樹（→荒尾→川崎）、翌年に小田部雪と結婚
- 高山伸一（→荒尾）
- 細川直人（→北海道）
- 森田直哉（→佐賀）

- 服部茂史と沖静男（金沢競馬場所属）が当地でデビューを果たしている。
- 佐藤智久は、2001年4月に中津競馬場所属の騎手としてデビューが決まっていたが、予定されていた開催が行われなかったため（詳細は後述）、当地での騎乗は叶わなかった[注釈 1]。

## 幻の開催日程
当初、中津競馬場の開催は2001年（平成13年）6月3日までとされていた。しかしゴール判定写真を行う映像業者との契約が更新することができなかった（また、中津市側が意図的に希望価格を異常に下げたとも言われている）ため、4月〜6月の開催日程が発表されていたにもかかわらず、2001年3月22日の開催を最後に閉鎖された。このため、閉場に伴うセレモニーなどの類は一切行われず、中津競馬の歴史には唐突に幕が下ろされることとなった。

## 関連書籍
- 中津競馬物語（大月隆寛監修・中津競馬記録誌刊行会編、不知火書房、2002年）ISBN 978-4883450787